# Cleptometopus strandi
Cleptometopus strandi là một loài bọ cánh cứng trong họ Cerambycidae.